# Bloqueo francés al Río de la Plata
El bloqueo francés al Río de la Plata tuvo lugar entre el miércoles 28 de marzo de 1838 y el lunes 29 de octubre de 1840. Durante el mismo, la escuadra francesa cerró efectivamente al comercio la ciudad de Buenos Aires y los puertos fluviales de la Confederación Argentina. 
La acción fue justificada formalmente por la monarquía francesa argumentando la negativa del gobierno de Juan Manuel de Rosas a aceptar la exigencia de exceptuar a los súbditos franceses de las obligaciones del servicio militar, obtener satisfacciones por supuestas ofensas a ciudadanos de esa nación, y asegurar el tratamiento de nación más favorecida a Francia por parte de la Confederación Argentina. Pero la impulsó fundamentalmente la actitud arrogante de la representación francesa, amparada en la política expansionista de Luis Felipe de Orleáns, y el apoyo francés al general Andrés de Santa Cruz en la escalada bélica que conduciría a la guerra contra la Confederación Peruano-Boliviana. De hecho, en una memoria contemporánea al bloqueo Pedro de Angelis señaló como principal motivo del bloqueo el apoyo francés a Santa Cruz, apoyo que tendría razones que distintos autores entienden como comerciales o ideológicas, por una sintonía monarquista entre Santa Cruz y la corona francesa.
La acción militar francesa, un ejemplo de la llamada «diplomacia de las cañoneras», se ejecutó por todos los medios y logró aglutinar la oposición a Rosas, impulsando numerosos movimientos revolucionarios en el Uruguay y en las provincia de Buenos Aires, con el objeto de poner fin al gobierno de Juan Manuel de Rosas. Sin lograr la salida de Rosas del poder, pero imponiendo diversas cláusulas que eran del interés de Francia, el Tratado Mackau-Arana puso fin al largo bloqueo.

## Antecedentes

### Ley de servicio militar
En abril de 1821, el gobierno de la Provincia de Buenos Aires extendió la obligación del servicio militar a los extranjeros «propietarios de bienes raíces o tiendas, que tuviesen profesión liberal o que ejerciesen arte mecánica», y a todos aquellos que hubiesen residido más de dos años consecutivos en la provincia.
Una nueva ley de 1823 establecía también el servicio a los extranjeros en tránsito en las milicias, en caso de inminente peligro.
En 1825, y en el marco del reconocimiento del Reino Unido a la independencia argentina, se eximió de esas obligaciones a los súbditos británicos. El representante francés solicitó al gobierno del general Juan Ramón Balcarce similares ventajas, lo que no fue concedido por generar resistencias entre los sectores del Partido Federal.

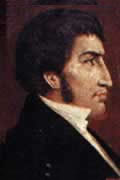
Tomás de Anchorena.

En mayo de 1829, durante el enfrentamiento entre el general Juan Lavalle y Juan Manuel de Rosas, el comandante de la fuerza naval francesa, vizconde de Venancourt, tomó ventaja de la crítica situación de Lavalle para obtener por la fuerza esa concesión. A esos efectos, capturó la flota de la provincia, lo que causó indignación en la población de Buenos Aires. El nuevo gobierno, a cargo de Rosas, repudió el compromiso asumido por Lavalle. Al siguiente año, en una escalada del conflicto, Rosas dispuso el enrolamiento de extranjeros, entre ellos ciudadanos franceses, lo que generó reclamos del cónsul francés y de Venancourt, los que fueron rechazados por el ministro de relaciones exteriores Tomás Manuel de Anchorena.

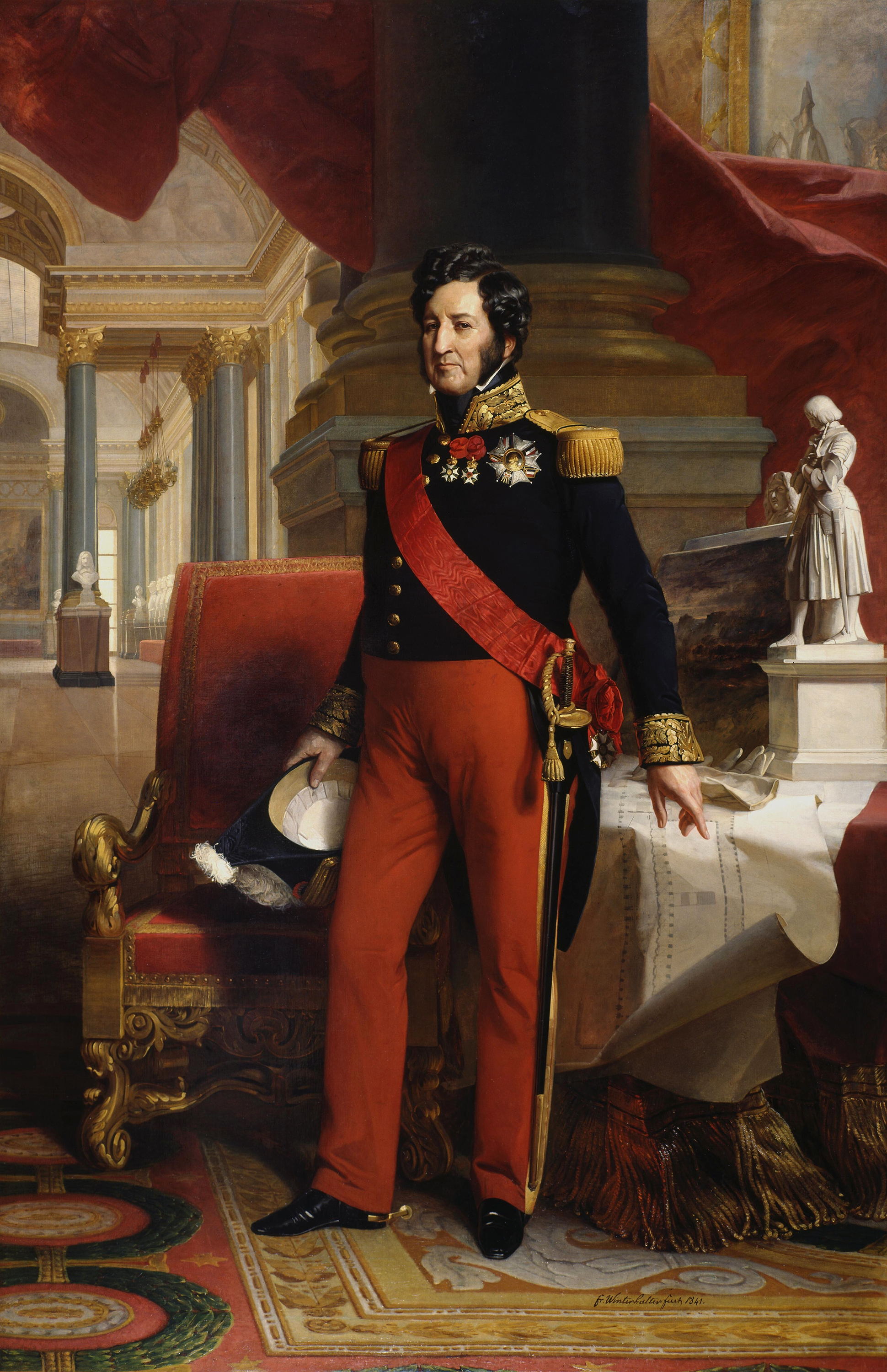
Retrato de Luis Felipe I de Francia, pintado por Winterhalter.

En julio de ese año de 1830, una revolución llevó al poder a Luis Felipe de Orleáns, quien dispuso el reconocimiento de la independencia de las naciones americanas. Esto le fue comunicado por el cónsul francés Juan Bautista Washington de Mendeville al ministro Anchorena el 6 de diciembre de 1830. El reconocimiento fue hecho sin negociar previamente concesiones similares a las otorgadas a los británicos, lo que quitó a los franceses su principal herramienta de presión.
El gobierno francés envió como su nuevo encargado de negocios a Charles-Adel Lacathon de La Forest, pero Rosas lo rechazó, en razón de «su conducta en la República de Chile y por las ideas que se habían esparcido universalmente acerca de sus principios particulares respecto del sistema político bajo del cual se rige la República Argentina», por lo que desde 1832 la representación francesa en Buenos Aires quedó vacante. El cónsul La Forest había tenido un alto perfil en la política interna chilena. En la guerra civil chilena de 1829-1830 que enfrentó a los Pipiolos (liberales) con los Pelucones (conservadores), mantuvo estrechos contactos con los primeros. Tras la batalla de Ochagavía, la ciudad de Santiago de Chile quedó indefensa y partidas sueltas supuestamente pertenecientes al ejército del líder conservador José Joaquín Prieto saquearon la sede consular francesa, vivienda también de La Forest.
Tras la victoria conservadora, los liberales se exiliaron en el Perú y en Bolivia. La Forest tenía también fluidos contactos con los agentes en Chile del líder de ese último país, Andrés de Santa Cruz. Santa Cruz tenía la esperanza de ser apoyado por Francia e Inglaterra en su ideal de una gran confederación y contribuiría para eso al «establecimiento de un principado europeo en Chile, afirmado por dos potencias sin el concurso y el apoyo de las cuales no podría sostenerse» (Sergio Villalobos, Chile y Perú, página 39).
A raíz del saqueo del consulado La Forest exigió una abultada indemnización personal con el respaldo del comandante de las fuerzas navales de la estación del Pacífico, el capitán Ducamper, forzando al nuevo gobierno a aceptarla para evitar una guerra, con el consiguiente escándalo de la población chilena. En otros países se alzaron también protestas contra las «exageradas y arrogantes exigencias del gobierno francés para hacer pagar a su cónsul una indemnización que se consideraba el fraude más escandaloso», como fue reflejado en El Lucero de Buenos Aires.
El hombre fuerte del gobierno, Diego Portales, decía de La Forest: 

«...cuánto hemos hecho por poner a la vista del gobierno francés la infame conducta de Laforest ... Los franceses que veían que la justa prevención del gobierno contra su cónsul perjudicaba sus intereses en estos países que notaban hasta la plebe de Chile indignada i prevenida contra los franceses por la conducta de Laforest han escrito a Francia inclusos los comandantes de buques dando los informes mas rajantes contra su botarate cónsul...»
Correspondencia con A. Garfías, 22 de mayo de 1832, en Benjamín Vicuña Mackenna, Introducción a la historia de los diez años de la administración Montt.

A raíz de la ocupación de las islas Malvinas por los británicos en 1833, se iniciaron conversaciones que desembocaron en el tratado de amistad y comercio con Francia de 1834, que eximía a los ciudadanos de la Confederación Argentina en Francia del servicio de las armas; y, recíprocamente, a los franceses en el Río de la Plata. No obstante, al ser propuesto a la consideración de la Legislatura de Buenos Aires fue rechazado debido a la presión del encargado de negocios británico (quien llegó a predecir que el tratado no prosperaría) y por la xenofobia de muchos legisladores, exacerbada por los conflictos anteriores.
Fracasada esa vía, el gobierno francés optó por la política de fuerza. Su Parlamento estaba controlado por sectores imperialistas (los nacionalistas, los partidos de centro con Thiers y Guizot, y la derecha legitimista), que deseaban recuperar para Francia el papel de gran potencia. Para ello obligaron a varios países débiles a hacerle concesiones comerciales y, cuando fue posible, fueron reducidos a protectorados o colonias (tal fue el caso de Argelia). Los sectores militares y mercantiles de la nación abogaban también, por interés y orgullo nacional, por esa posición. En América, México sufrió también una agresión semejante y simultánea en la llamada Primera Intervención Francesa en México, popularmente conocida como "Guerra de los pasteles".

### Santa Cruz

Louis Mathieu, conde Molé.

En 1834, el encargado de negocios francés en Bolivia, Enrique Bouchet de Martigny acordó con Andrés de Santa Cruz un Tratado de amistad, alianza y comercio, que fue largamente celebrado en París. Santa Cruz, fue condecorado con la Legión de Honor y considerado por la prensa «el gran amigo de Francia en el Nuevo Mundo». La absorción del Perú y la política expansionista de Santa Cruz eran percibidas como una amenaza por Chile y la Confederación Argentina, por lo que en noviembre de 1836, Chile declaró la guerra a los Estados del Perú y en febrero de 1837 la Confederación cerró las fronteras de Bolivia mientras iniciaba sus aprestos bélicos.
En marzo de 1837 la marina de guerra francesa trasladó con la fragata Flore a Santa Cruz por la costa peruana, protegiéndolo con su pabellón mientras realizaba aprestos bélicos. Como Chile ya le había declarado la guerra a la Confederación Perú-Boliviana, motivó el envío de una nota de protesta de Santiago a París por esa ruptura de la neutralidad.
Martigny fue designado como cónsul en Buenos Aires pero llegó a la ciudad el 7 de junio de 1837, cuando se acababa de declarar la guerra a Bolivia, por lo que en vez de presentar sus credenciales siguió a Francia el 19 para informar al primer ministro Mathieu Louis Molé, quien había sucedido a Thiers el 6 de septiembre de 1836.
El 7 de julio de 1837 Molé se puso en comunicación con Santa Cruz para bloquear los puertos de Chile y ordenó a Roger que presentase algunas reclamaciones que le especificaba para «cuidar la dignidad y los intereses de Francia». En caso de no allanarse el gobierno, le ordenaba que «se dirigiese al comandante de la estación de servicio en Río de Janeiro, contralmirante Luis Francisco Leblanc, para pedir una fuerza naval frente a Buenos Aires». El contraalmirante Leblanc recibió similares instrucciones del Ministerio de Marina.

Según el historiador estadounidense John Frank Cady, no se llevó a cabo un bloqueo contra Chile  por la dificultad para ejecutarlo del otro lado del Cabo de Hornos, en un país de muchos puertos y, con el tiempo, los desafíos del mismo bloqueo del Río de la Plata:
"La dificultad de mandar una escuadra al Pacífico y la extensión de la costa chilena hacían inoperante un "bloqueo pacífico;" además las dificultades del Plata impidieron tomar medidas serias de intervención".

John Frank Cady

### El incidente Rosas-Roger

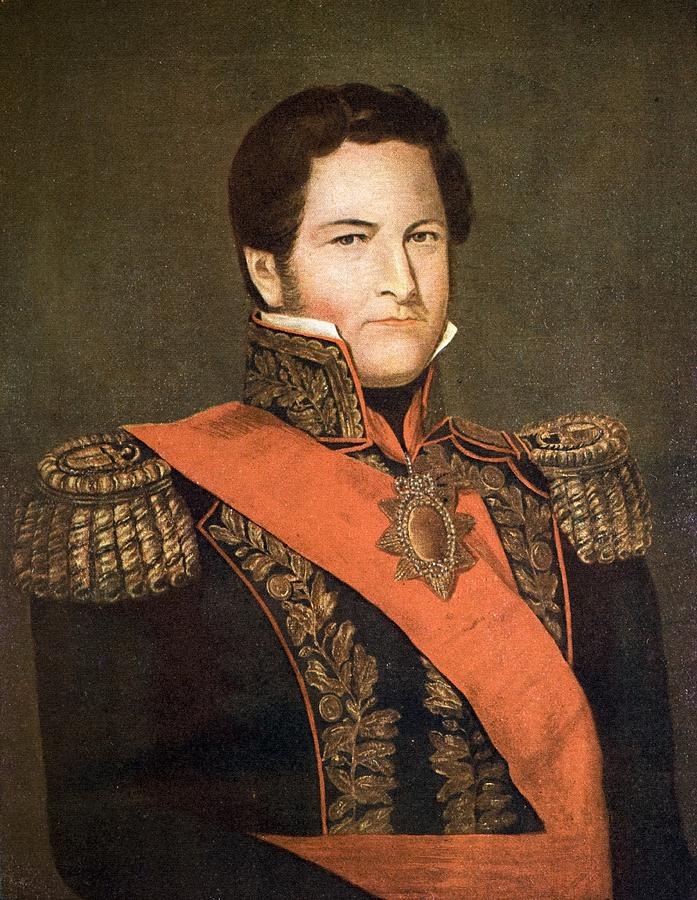
Juan Manuel de Rosas.

El nuevo encargado de negocios enviado en 1835, Marqués de Vins de Peysac, falleció el 22 de mayo de 1836, por lo que ausente su sucesor, Bouchet Martigny, quedó de hecho (pero discutiblemente por derecho) a cargo de los asuntos en carácter interino el vicecónsul, Aimé Roger.
De acuerdo a sus instrucciones, Leblanc envió en octubre a la corbeta Sapho (capitán Thíbauer) y al bergantín D'Assas (capitán Daguenet). El 30 de noviembre arribaron a Buenos Aires y ese día Roger presentó sus reclamaciones.
Rosas se negó a tratar cuestiones diplomáticas con él, por carecer de las credenciales de rigor como encargado de negocios. Roger se negó con arrogancia a solicitarlas a su gobierno y consideró la exigencia como un insulto.
Algunas de esas cuestiones se relacionaban con César Hipólito Bacle, un impresor suizo que regenteaba la Litografía del Estado Argentino, quien había sido detenido el 2 de marzo de 1837 por traición. El vicecónsul solicitó el 4 de marzo de 1837 que se lo remitiera a Francia para juzgarlo en el caso de que fuese culpable; posteriormente exigió directamente que, de serlo, se le concediera el perdón. No obtuvo respuesta alguna del gobierno. 
El 4 de enero de 1838, Bacle murió preso en su domicilio y Roger hizo suyos los reclamos de su viuda, a los que agregó reclamaciones de franceses obligados a servir en el ejército, otra en favor de Pedro Lavié (otro francés incorporado al ejército y encarcelado por robo), y otra acompañando los reclamos por supuestos perjuicios comerciales sufridos en 1821 por Blas Despouy.

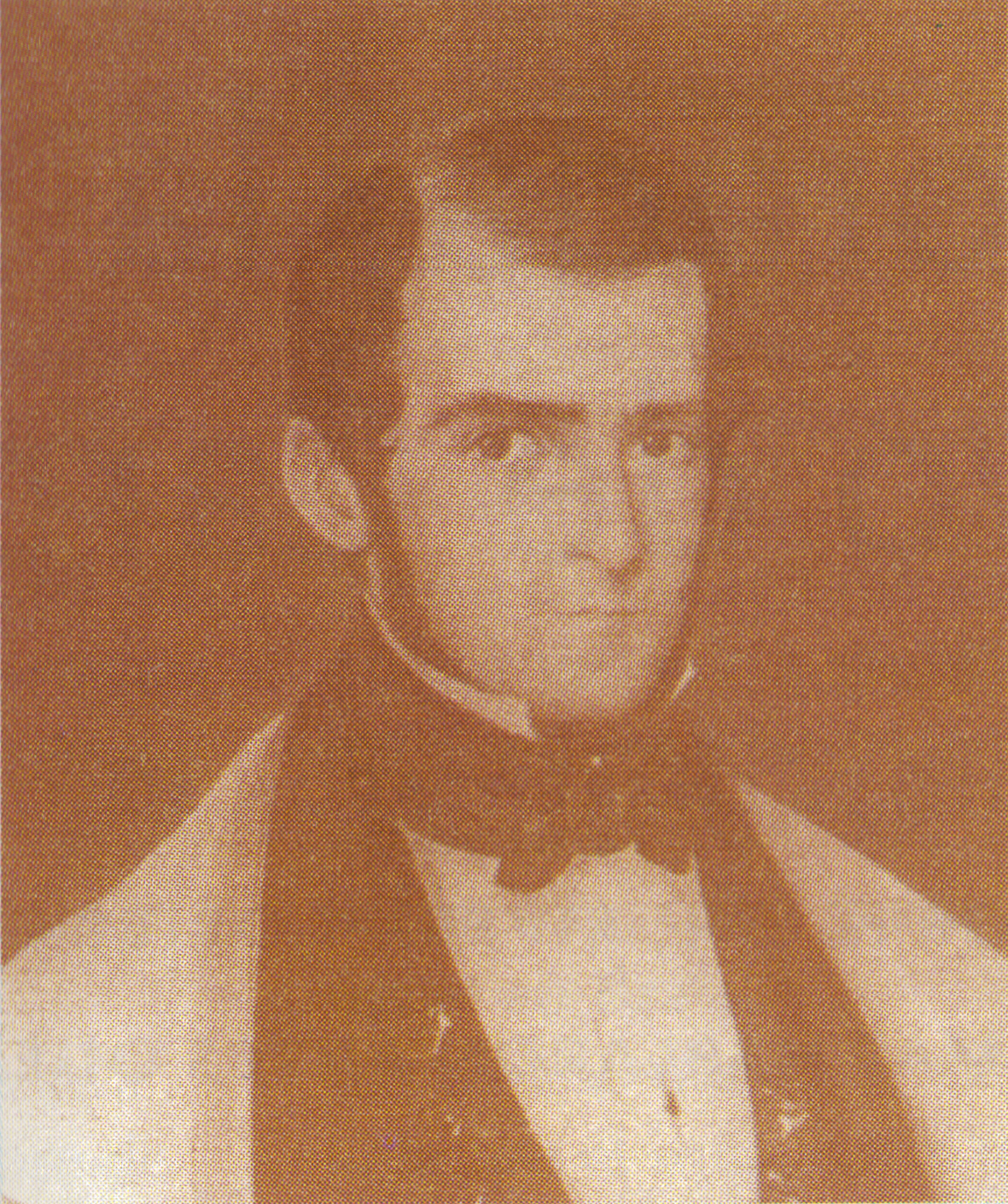
Florencio Varela, líder unitario en Montevideo.

Rosas siguió negándose a tratar estas cuestiones con Roger, manteniendo su exigencia de que se acreditara debidamente. Ya no se trataba solo de protocolo, se había convertido en cuestión de honor, y la actitud amenazante del vicecónsul francés y el apoyo desembozado que daba a los enemigos de la Confederación ciertamente no ayudaba a solucionar el diferendo.
Por otra parte, la diplomacia local consideraba improbable que se efectivizaran las amenazas francesas, especialmente por cuestiones de ese carácter, por lo que no cedió siquiera ante los reclamos cada vez más vehementes de Roger.
El 9 de enero Roger arrió la bandera y retiró el escudo del consulado y el 27 se retiró a Montevideo a esperar a Leblanc.

## El bloqueo
El 21 de febrero Leblanc arribó a Montevideo. Las últimas instrucciones de Molé indicaban a Roger usar con el gobierno argentino «un lenguaje categórico y una actitud firme» y acordar con Leblanc las «medidas coercitivas que deben tomarse».
El 28 de febrero se sumó a la escuadra la corbeta Camille (capitán Guillevin) y pronto otros cinco navíos. Ese mismo día Roger regresó a Buenos Aires y solicitó una entrevista con Rosas al general Guido, adelantándole la situación. El 7 de marzo Rosas lo recibió e insistió en que, respecto del trato de nación más favorecida, sólo negociaría un tratado con un encargado debidamente acreditado, mientras que los otros reclamos no serían considerados. Roger manifestó que entonces Francia «desataría a lucha de partidos, imponiéndose a los enemigos del federalismo», lo que enfureció al gobernador. Rosas respondió que «los argentinos no se unirían jamás al extranjero» y que de finalmente imponerse Francia, «deberían contentarse con un montón de ruinas».
El 10 Roger solicitó su pasaporte, que le fue concedido el 13. El día siguiente se retiró definitivamente a Montevideo dejando los asuntos de su nación a la legación inglesa.
El 24 de marzo de 1838 Leblanc se trasladó a Buenos Aires con su nave insignia, la corbeta Expeditive, y tras una conversación con el ministro inglés John Henry Mandeville presentó nuevamente sus exigencias al gobierno, otorgándole dos días para que las considerara. Estas eran, en resumen:
- Suspender la aplicación de la ley del servicio militar a los súbditos franceses y garantizar el tratamiento de nación más favorecida hasta concertar un tratado general.
- Reconocer las indemnizaciones reclamadas por los ciudadanos franceses.

El cónsul británico aconsejó a Rosas que comunicara que, de hecho, no había en ese momento franceses en servicio (esto era reconocido por el propio Roger) y ofreciera explicaciones sobre las otras reclamaciones. Pero Rosas se opuso a responder bajo la amenaza de la fuerza, indicando que no tendría inconvenientes en hacerlo en caso de ser presentadas por persona debidamente autorizada: 

«Exigir sobre la boca del cañón privilegios que solamente pueden concederse por tratado es a lo que este gobierno —tan insignificante como se quiera— nunca se someterá.»
La Gazeta Mercantil, 31 de marzo de 1838.

Ante la falta de una respuesta satisfactoria, el 28 de marzo de 1838 la escuadra francesa declaró bloqueado el puerto de Buenos Aires, quedando a cargo de esta operación el capitán de corbeta Hipólito Daguenet, así como los restantes puertos de la Confederación, como lo aclara el Almirante Leblanc en una nota enviada al comandante de la corbeta Orestes: 

«El bloqueo comprende toda la extensión de los ríos y costas pertenecientes a la República Argentina, tanto en la ribera del Plata como sobre la costa de Patagones, comenzando por Cabo San Antonio y extendiéndose al sud de este Cabo...»

La fuerza francesa estaba compuesta por la fragata Minerve, corbetas Sapho, Camille, Perlé, Adour, Expeditive y Bordelaise, bergantines Pylade, Solphe, Cerf, Latin, Badine, Assas y Alerte, naves que estacionaron en los fondeaderos de Buenos Aires, Salado, Tuyú, ensenada y Martín García.
A estos buques se sumaron las goletas Vigilante, Eclaire, Forte, San Martín, Fortune, Martín García, Ana, Caimán, Firmeza y Ceres, que fueron adquiridas en Montevideo.
El 4 de abril Roger comunicó a Molé la medida adoptada para 

«infligir a la invencible Buenos Aires un castigo ejemplar que será una lección saludable a todos los demás estados americanos... La partida está empeñada y toda América abre los ojos, corresponde a Francia hacerse conocer si quiere que se la respete.»
En Rosa, José María, obra citada, página 311.

La respuesta en Francia fue entusiasta. No sólo la prensa chauvinista sino incluso la más sobria apoyaba las acciones dispuestas por 

«(el) alto deber que incumbía a Francia de ejercer su influencia disciplinaria y civilizadora sobre los degenerados hijos de los héroes de la conquista española.»
Revue des Deux Mondes, julio de 1838.

El bloqueo francés combinó, en realidad, una operación de carácter puramente militar sobre el puerto de Buenos Aires y una acción política sobre los gobiernos provinciales ubicados sobre las márgenes del curso inferior del río Paraná, con acciones tendientes a organizar un frente político y militar que reuniera a los enemigos de Rosas. A esos efectos, se estrecharon los contactos entre los diversos actores, muchas veces con intereses y posiciones políticas divergentes. Entre estos se contaban los viejos unitarios, emigrados en Uruguay, Bolivia y Chile, el partido de Fructuoso Rivera en Uruguay, alzado en armas contra el presidente Manuel Oribe, algunos caudillos del interior, grupos de antiguos federales de Buenos Aires, e intelectuales francófilos. Francia aportaría dinero y facilitaría los contactos, tal como planteó Roger en su plan de acción del 17 de agosto.

### Ataque a la isla Martín García

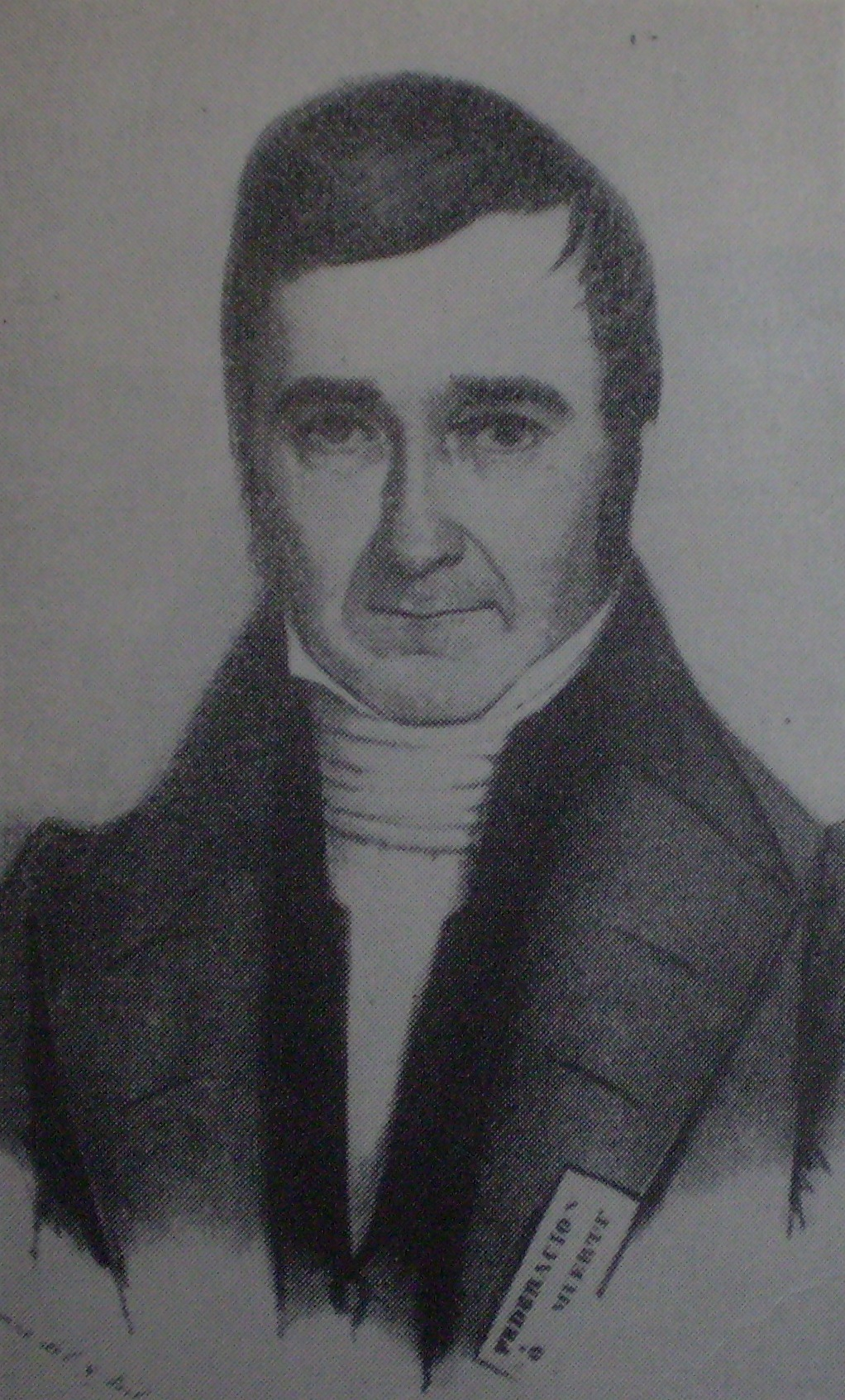
Felipe Arana.

El 23 de septiembre Roger presentó un nuevo ultimátum a Rosas, concediéndole 48 horas para aceptar las reclamaciones, plazo que Rosas dejó caer sin responder.
El 27 Roger elevó una propuesta a través del gobierno de Oribe, que Javier García de Zúñiga llevó a Buenos Aires, según la cual, Rosas simplemente aceptaba los puntos reclamados, dejando sólo a un anexo secreto la resolución de los montos, de manera de facilitar al gobierno de la Confederación su aprobación de cara a la opinión pública. Estas propuestas fueron rechazadas por el nuevo ministro de relaciones exteriores, Felipe Arana, como ignominiosas.
El 1 de octubre Arana propuso la mediación del encargado de negocios británico. Cuando se esperaba que el representante francés, aceptando la mediación, arribara a Buenos Aires a bordo de la fragata HMS Calliope, se tuvo en cambio noticias del rechazo de Roger y de que, aprovechando esa iniciativa, se había organizado y ejecutado el día 11 un ataque de la fuerza bloqueadora —en conjunto con buques y tropas de Rivera— sobre la Isla Martín García, la que había sido ocupada.
El momento de la operación, prevista por otro lado en el plan de acción del mes de agosto, pareció elegido para deliberadamente impedir la mediación. El capitán Hipólito Daguenet había recibido de Leblanc el 22 de septiembre la orden de apresar a la pequeña escuadrilla de Toll estacionada en Paysandú. Ante la mediación, Roger dispuso que bloqueara la isla; pero Leblanc, deseoso de un acto de fuerza, dispuso la ocupación directa, dando participación a Rivera para guardar las formas.

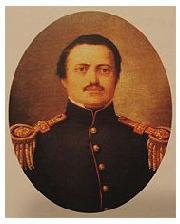
Jerónimo Costa.

La isla estaba defendida por 110 hombres al mando del jefe del Regimiento de Patricios, el coronel Jerónimo Costa. A estas fuerzas se había agregado el capitán Juan Bautista Thorne, comandante de la Goleta Sarandí, enviado para reforzar la artillería de la pequeña guarnición. Las trincheras no estaban terminadas y los cañones, de a 12, no estaban adecuadamente montados. 
El 10 de octubre se presentó ante Martín García una flota de ocho navíos, cuatro franceses y cuatro de los partidarios de Rivera, al mando de Daguenet, quien intimó a Costa la rendición. Tras consultarlo con sus oficiales, Costa la rechazó, respondiendo que «Sólo tengo que decir que, de acuerdo a mi deber, estoy dispuesto a sostener el honor de la nación a la que pertenezco».
El 11 los buques, con unos 40 cañones, mantuvieron un intenso bombardeo sobre la posición, tras lo que cubiertos por la artillería desembarcaron las fuerzas aliadas, alrededor de 500 hombres (150 de ellos uruguayos al mando el capitán italiano Santiago Sciurano, alias Chentopé, jefe de la escuadrilla de Rivera), que asaltaron la posición en tres columnas. Pese a la eficaz resistencia de Costa y sus hombres, la posición fue tomada y los defensores hechos prisioneros.
Tras dejar a cargo de la isla a los riveristas, Daguenet trasladó a los prisioneros a Buenos Aires y los liberó en razón de «que no deben ser retenidos por su heroico comportamiento», haciendo llegar a Rosas una carta recomendando al comandante argentino por «los talentos militares del bravo Coronel Costa, Gobernador de esta isla, y de su animosa lealtad hacia su país... la increíble actividad... y las sabias disposiciones tomadas por este oficial superior»
Al combinarse el conflicto con Francia y con la guerra civil que se expandía por las provincias, Rosas no pudo ya negociar, por cuanto cualquier concesión aparecería como impuesta por sus adversarios. Rosas optó por bloquear todas las iniciativas de sus enemigos interiores, pero también por evitar cualquier acción ofensiva contra las fuerzas francesas, mientras fortalecía los lazos con Londres.

### La Banda Oriental

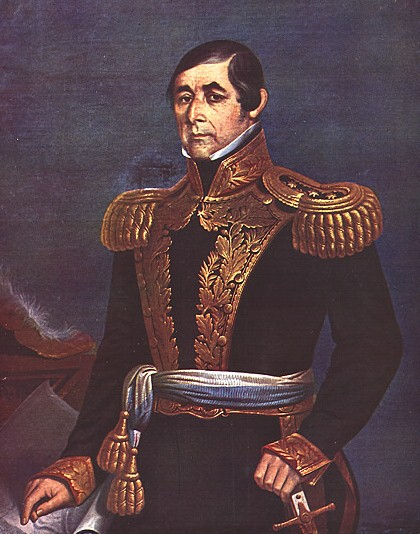
Fructuoso Rivera.

El comandante francés solicitó al presidente Oribe que se le permitiera usar el puerto de Montevideo como base naval. Ante su negativa, comenzó a apoyar la revuelta del general Rivera. El 15 de junio de 1838, las tropas de Rivera derrotaron en la batalla de Palmar a las del presidente Oribe.
En septiembre Leblanc remitió a Montevideo los buques capturados en el bloqueo (cinco de bandera argentina y dos orientales) y el consulado francés en esa ciudad anunció públicamente su remate público sin contar con la aprobación de las autoridades uruguayas, lo que movió a estas a suspenderlo, en respeto a su neutralidad, pese a las amenazas. 
Ese mismo mes el almirante Guillermo Brown fue sacado del retiro en que se encontraba desde 1830. Recibió formalmente una licencia de la Confederación y pasó a Montevideo, bajo el mando directo de Oribe, con el objetivo de formar una escuadra. Se justificaba la medida ante la necesidad de combatir a la escuadrilla riverista compuesta por los buques Loba, Eufrasia y Pailebot.

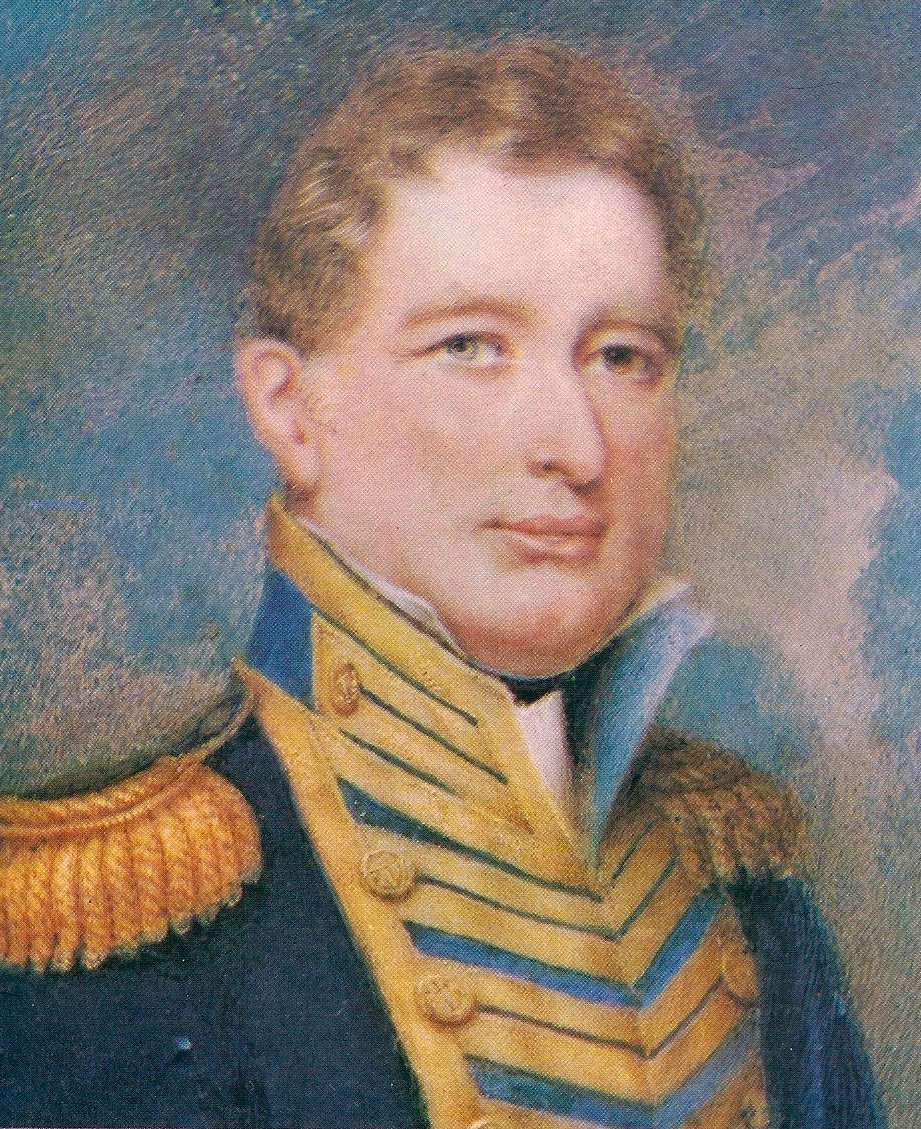
Guillermo Brown.

No obstante, Leblanc consideraba que, en razón de la desproporción de las compras de buques y armamento que se proponía conseguir Brown para el supuesto objetivo, y el hecho de que la oficialidad y tripulación también era provista por la Confederación, el plan era otro: dado que Buenos Aires carecía de escuadra y encontrándose bloqueado también de los medios para obtenerla, la organizaría en Montevideo, la enviaría contra Rivera efectivamente, sumaría las naves que permanecían en el Río Uruguay y conseguiría así en un plazo reducido una escuadrilla bien dirigida y entrenada con capacidad para hostigar a la flota bloqueadora. Esto no solo no era descabellado, sino que se veía respaldado por infidencias de oficiales argentinos y del mismo Brown.
La pequeña escuadrilla de tres buques que había podido reunir Brown fue bloqueada. Leblanc comunicó: «Yo no admito ninguna (garantía), si los buques salen lo harán a riesgo suyo, y en el momento que esto se verifique, yo bloqueo a Montevideo y me hago aliado de Rivera». Para asegurarse de que no pudieran escapar, la escuadra francesa acordonó sus buques en la boca del puerto y colocó soldados en los mercantes de bandera francesa. El consulado ofreció "neutralizar" las operaciones de los buques de Rivera a condición de que el gobierno de Oribe desarmase sus buques en el puerto, pero condicionaban hacerlo «donde quiera que sus buques puedan alcanzarla», lo que hacía dudar de la oferta en razón de que por su calado sólo podían navegar hasta cierta altura del Uruguay.
Ante la imposibilidad de obtener apoyo debido al bloqueo, eliminada la flota de la Confederación, y con los cañones de los buques franceses apuntando a Montevideo, el presidente Oribe se vio forzado a dejar el poder a Rivera el 24 de octubre. Oribe debió refugiarse en Buenos Aires, donde Rosas lo recibió como presidente legítimo del Uruguay, desconociendo la autoridad del golpista Rivera.

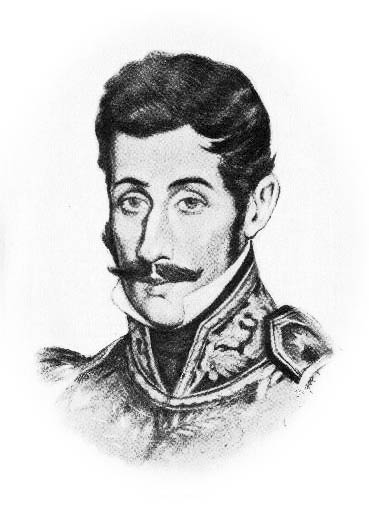
Manuel Oribe.

Estando ya preparado Oribe para abandonar el país, el día antes de embarcarse tres o cuatro lanchas armadas se introdujeron en pleno día en el puerto y abordaron uno de los buques, con la excusa de que lo habían capturado porque pensaba fugarse. El resto quedó a disposición de Rivera. 
Al entrar en Montevideo, Rivera recibió a Leblanc. Este recordaba que 

«Rivera me recibió con gran cordialidad y me agradeció los servicios que le he prestado, declarando que a ellos debe su propia entrada de Montevideo, y como testimonio de su reconocimiento y de su franca amistad por mí, me pidió darme l’accolade, o sea, un beso a la francesa.«'»
Maiztegui Casas, Orientales, tomo I.

El 1 de marzo de 1839, Rivera fue elegido presidente. Una de sus primeras medidas fue cumplir con sus aliados declarando la guerra a Rosas, «no al benemérito pueblo argentino, sino que al tirano del pueblo inmortal de Sud América», en concurso con el gobernador de la Provincia de Corrientes, Genaro Berón de Astrada y los unitarios.
Respecto al carácter de mera excusa de las razones del bloqueo, puede comprobarse porque en 1839 el general Rivera dispuso en Montevideo que los españoles con más de tres años de residencia estaban obligados a tomar las armas, lo que no fue protestado por su aliado el encargado francés, pese a ser el motivo principal de su conflicto.

## La situación interior

### Sublevaciones

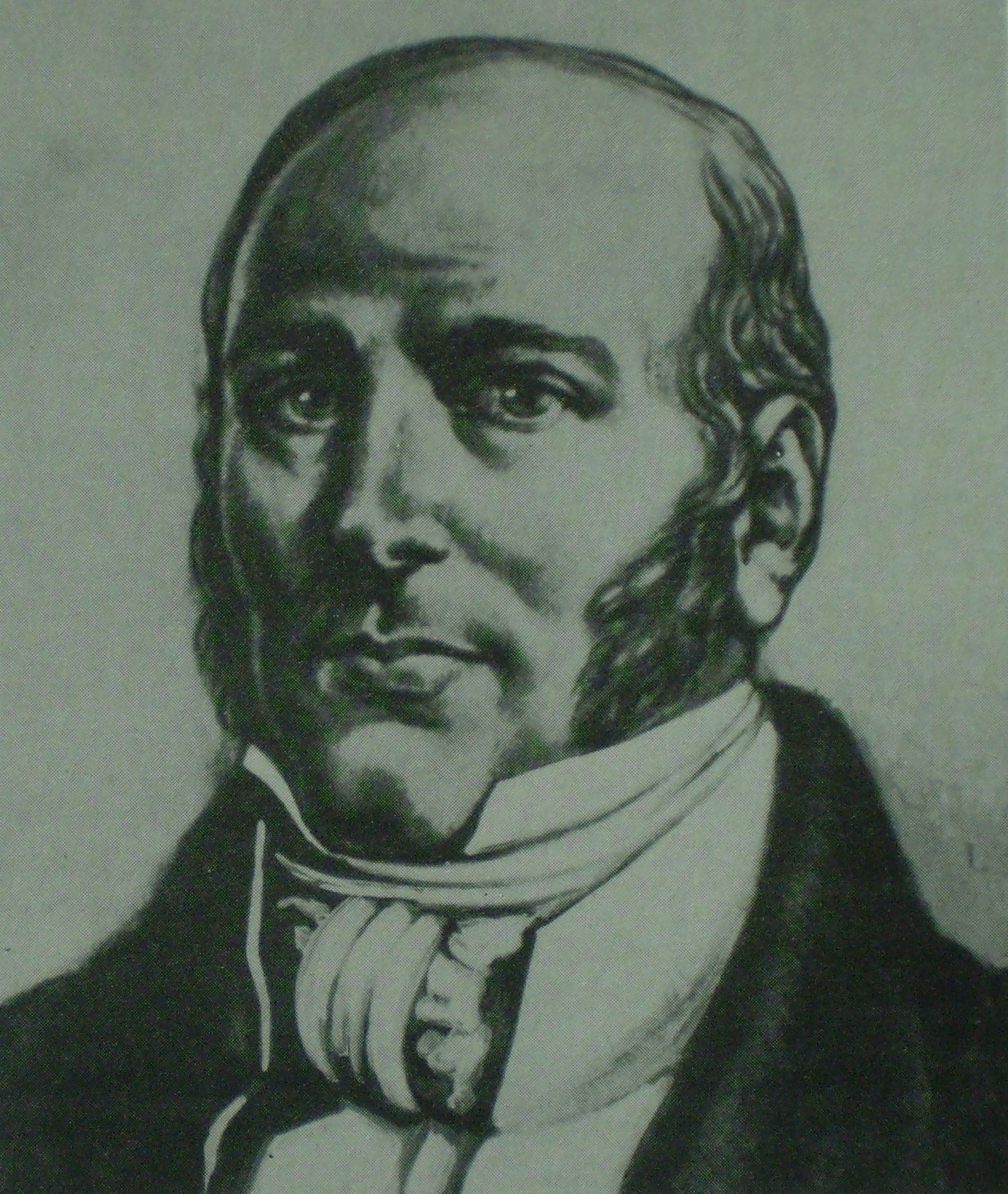
Domingo Cullen.

Las provincias de Santa Fe y Corrientes, que tenían buenos puertos de río, se veían afectadas por el control de la Aduana y la navegación de los ríos Paraná y Uruguay por el gobierno de Buenos Aires. Especialmente Corrientes, que adhería sin más a promover una política librecambista. Esta cuestión pendiente, así como la resistencia a la injerencia creciente de Rosas y la influencia de los emigrados unitarios, ayudaron a generar una reacción negativa ante el nuevo conflicto.
Francia y Rivera contaban con poder sumar a la alianza a Juan Felipe Ibarra, gobernador de Santiago del Estero, así como lograr el poder en Entre Ríos, Córdoba, Catamarca, Mendoza y otras provincias.
El principal agente de la alianza antirrosista era el ministro santafecino Domingo Cullen, abiertamente francófilo. Cullen fue enviado a Buenos Aires por el gobernador de su provincia, su concuñado Estanislao López, supuestamente para lograr un acercamiento con Francia. Pero acusó a Rosas de comprometer a toda la nación en una guerra con Francia por agravios y leyes que competían sólo a Buenos Aires, amenazándolo con retirarle la facultad de dirigir las relaciones exteriores si no acordaba con Francia. En paralelo, estableció conversaciones directas con el jefe de la flota sobre las bases de dejar fuera del bloqueo a su provincia y avanzar en una alianza contra Rosas.

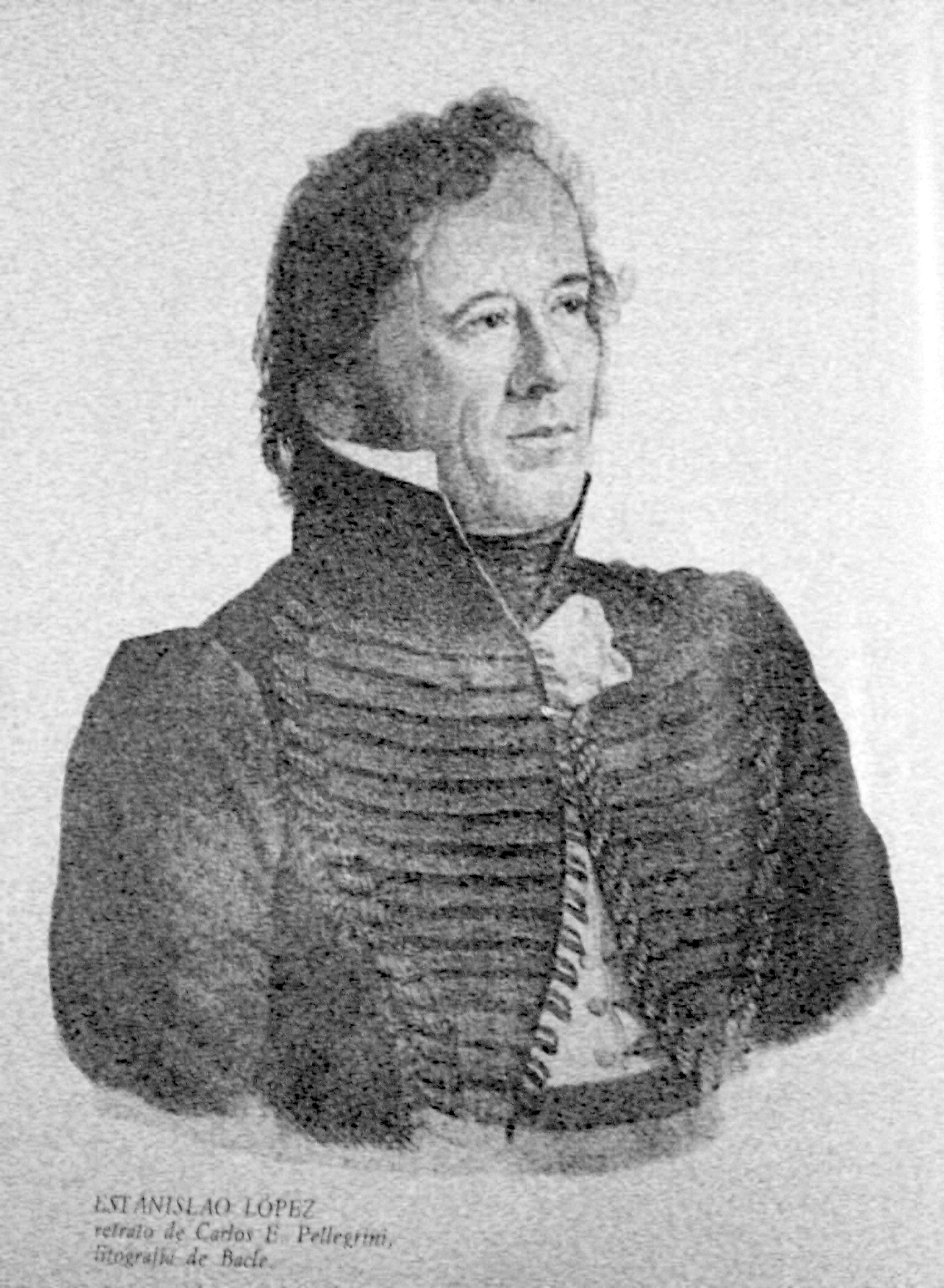
Estanislao López.

El 19 de mayo de 1838 falleció Estanislao López, por lo que Cullen debió volver con urgencia a su provincia. Ya antes de llegar fue elegido gobernador, pero al conocerse sus negociaciones con los franceses su posición se hizo insostenible. Desde Buenos Aires marchó el coronel Juan Pablo López, hermano de Estanislao López, y el 2 de octubre derrotó a las tropas leales de Cullen al mando del coronel Pedro Rodríguez del Fresno. Cullen huyó a asilarse en Santiago del Estero, bajo la protección de Ibarra. Desde allí comenzó a organizar una alianza de gobiernos provinciales contra Rosas. En ese sentido, Fructuoso Rivera le solicitaba que 

«...se ponga de acuerdo con los gobiernos de todas las provincias argentinas que estén dispuestas a sacudir el yugo que les ha impuesto un tirano astuto y falaz. Supongo que V. habrá recibido mis anteriores que le remitió nuestro común amigo don Blas Despouy, y que a más habrá tenido noticias mías por el gobierno de Corrientes. Mucho convendrá que yo reciba sus cartas circunstanciadas para que me sirvan de guía, y poder por este medio desenvolver mi plan y operaciones consiguientes; así es que no omita V. cosa alguna de importancia, muy especialmente de sus relaciones y disposiciones con los gobiernos del interior con quienes es menester ponernos de acuerdo...»
Fructuoso Rivera, enero de 1839 (citado por Saldías, Historia de la Confederación Argentina, tomo II, página 131.)

En diciembre se acordó una alianza ofensiva y defensiva entre los agentes franceses, Rivera y el gobernador correntino Genaro Berón de Astrada, destinada a «remover del mando de la Provincia de Buenos Aires y de toda la influencia en los negocios políticos de la Confederación Argentina, a la persona de don Juan Manuel de Rosas».
A comienzos de 1839, Rivera promovió un levantamiento contra el nuevo gobernador rosista de Santa Fe Juan Pablo López que estalló el 11 de febrero cuando Santiago Oroño se alzó en armas en Coronda. El movimiento fracasó rápidamente, pero el 14 de febrero el comandante José Manuel Salas iniciaba otro en la localidad cordobesa de El Tío. Unido a Oroño, fue forzado por las fuerzas del gobernador de Córdoba Manuel López a huir a Santiago del Estero, donde fue auxiliado por el comandante del Fuerte de Abipones, Domingo Rodríguez. 
En Santiago del Estero se sostenía aún Felipe Ibarra, quien permitía las acciones de Cullen mientras negaba a Rosas que lo apoyara, intentando obtener ventajas de la situación, fuera cual fuese su resolución. El 18 de febrero recibió a Juan Pablo Douboué, enviado de Rivera y transportado por uno de los buques bloqueadores. Éste le propuso sumarse al movimiento contra Rosas, que contaría con el apoyo francés y del Uruguay, y le afirmó que los objetivos de Francia se reducían al reconocimiento como nación más favorecida, a lo que ahora añadían la caída de Rosas por los agravios recibidos.
Simultáneamente, el coronel Pedro Nolasco Rodríguez, jefe de la oposición cordobesa exiliado en Catamarca, marchó hacia Córdoba. Pero, al igual que los restantes movimientos, fracasó ante la falta del apoyo directo comprometido por Rivera y de coordinación entre los sublevados. A fines de marzo de 1839, el gobernador de Córdoba Manuel López derrotó en Las Cañas, al norte de la ciudad, a los revolucionarios Rodríguez, Salas y Oroño.
Ante la situación, Ibarra se decantó por apoyar a Rosas y detuvo a Cullen. Enviado a Buenos Aires, éste fue fusilado en julio.

### La guerra en el litoral

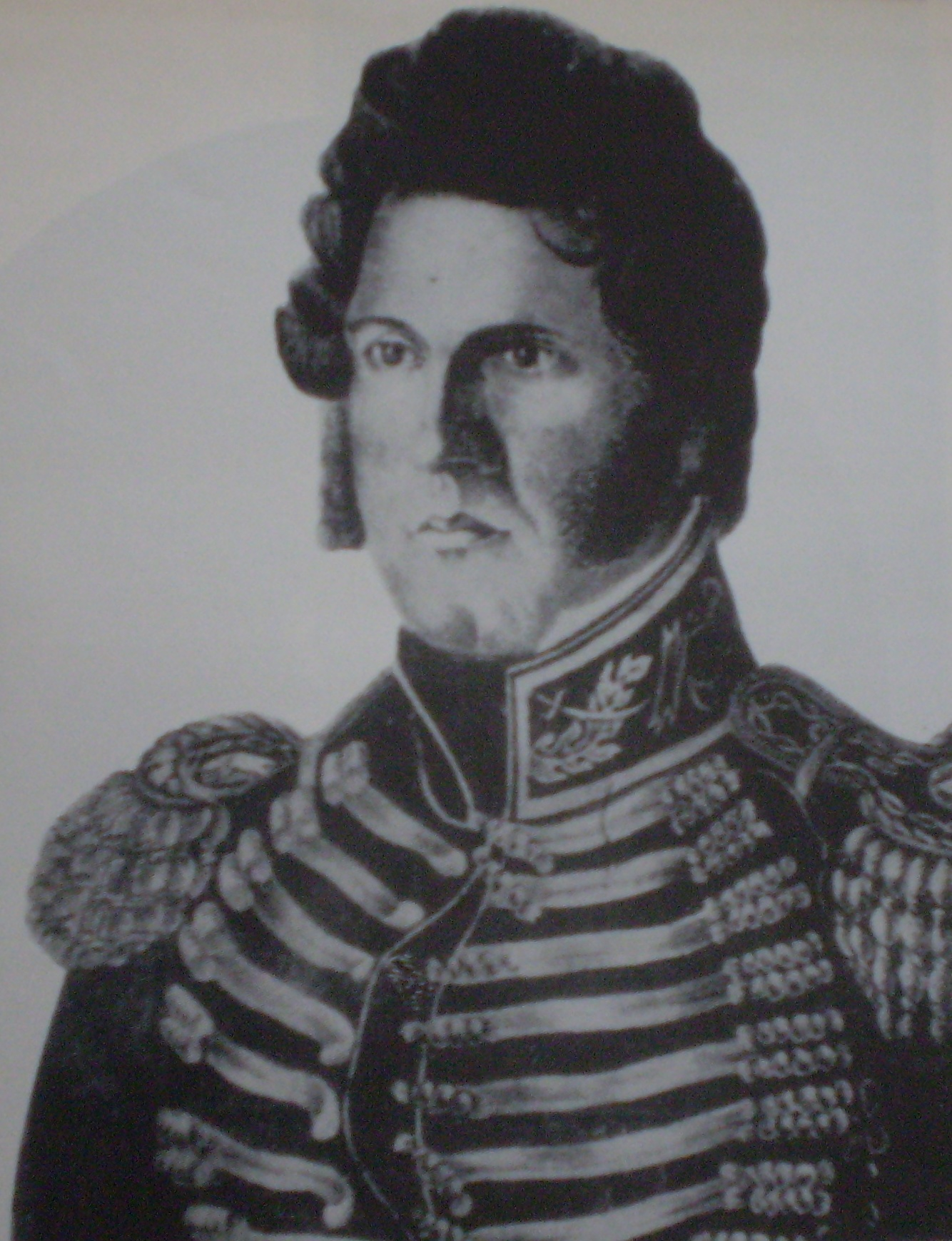
Pascual Echagüe.

El 6 de marzo de 1839, de acuerdo a lo pactado con Rivera, la provincia de Corrientes anunció su secesión de la Confederación Argentina — con el objetivo de lograr así el levantamiento del bloqueo para el comercio de su provincia — y declaró la guerra a Rosas. No obstante, esta vez las restantes provincias no lo siguieron.
Francia envío cinco naves aguas arriba del Río Paraná para apoyar el pronunciamiento de Corrientes y presionar al gobernador de Entre Ríos, Pascual Echagüe, a adoptar similar posición, pero Echagüe mantuvo su lealtad. Las tropas de Entre Ríos iniciaron su concentración en Calá, donde se sumaron los refuerzos de Santa Fe y Buenos Aires. Siguiendo la Cuchilla Grande, avanzaron hasta Pago Largo, al sudoeste de Curuzú Cuatiá, Corrientes, donde Echagüe venció completamente a Berón de Astrada en la batalla de Pago Largo.
El ejército entrerriano al mando de Echagüe — en el cual militaban muchos orientales al mando de Juan Antonio Lavalleja — cruzó el 29 de julio de 1839 el río Uruguay por Salto, y avanzó contra Rivera. Éste lo fue desgastando con una guerra de recursos y terminó venciéndolo en la batalla de Cagancha. 
Aprovechando la ofensiva de Echagüe, en el mismo mes de julio el general unitario Juan Lavalle, que había estado formando en Martín García una fuerza expedicionaria, la Legión Libertadora, con la que se disponía a dirigirse a Buenos Aires para apoyar una sublevación, decidió desembarcar en Entre Ríos. Allí venció al gobernador delegado en la batalla de Yeruá. Pero, al no encontrar apoyo local, pasó a Corrientes, donde se puso a las órdenes del nuevo gobernador Pedro Ferré.
Ante la negativa de Rivera de invadir la Confederación, Lavalle decidió operar por su cuenta. Invadió la provincia de Entre Ríos, donde enfrentó a Echagüe en dos batallas de resultado indeciso. Entonces embarcó 4.000 correntinos en barcos franceses, con los cuales descendió por el Paraná y desembarcó en la localidad bonaerense de San Pedro el 5 de agosto de 1840. En su avance sobre la capital, confiaba encontrar apoyo popular. No fue así: no encontró apoyo alguno y, pese a haber obtenido algunos triunfos menores, el ejército de Rosas lo fue cercando paulatinamente. El 7 de septiembre se retiró en dirección al norte, donde se sumaría a la nueva Coalición del Norte.

### Buenos Aires
Cuando en mayo de 1838 se trató el conflicto con Francia en la Legislatura porteña, el diputado Wright propuso para solucionarlo extender el trato dado a los ingleses a los ciudadanos de todo país que reconociera la independencia. Por otra parte, los diputados Lozano, Portela y Medrano plantearon que el hecho de que la ley de servicio de extranjeros de 1821 fuera sólo provincial generaba un injustificado conflicto a toda la confederación. Pese a ser, como el resto, federales, La Gazeta Mercantil los acusó duramente: 

«Cuatro unitarios impíos, asesinos feroces de la libertad de América, de todo orden y sosiego público, que poco tiempo les resta para ser degollados por los libres en las calles de Buenos Aires.»

La réplica favorable a Rosas en la legislatura estuvo a cargo fundamentalmente de Anchorena, Baldomero García y Mansilla. Finalmente el tratamiento de la aprobación de la conducta de Rosas fue pasado a una comisión. Se había previsto que el tratamiento legislativo del 30 de mayo fuera el disparador de un golpe contra Rosas apoyado por el comandante José María Benavente y el coronel Celestino Vidal, que tras deponer a Rosas nombraría a Carlos María de Alvear como nuevo gobernador. Ante el apoyo de buena parte de la legislatura (finalmente el 8 de junio aprobaría la actuación de Rosas) y las medidas preventivas del gobierno, el golpe se diluyó.
En julio de 1838 se descubrió una conspiración ligada a la anterior y liderada por el coronel Juan Zelarayán, veterano jefe de frontera con asiento en Bahía Blanca, e instigada por Rivera. Zelarayán fue ejecutado y los restantes partícipes indultados.
Las conspiraciones empezaron pronto a sucederse. La Gaceta Mercantil publicaba el 9 de enero de 1839 correspondencia originada en Montevideo donde se afirmaba:

«dicen que saben a no dudarlo que con sólo mostrarse Lavalle al frente de 400 hombres estará hecha la fiesta. Cuentan sobre todo con una revolución inevitable en la campaña y en la ciudad de Buenos Aires. Pero con lo que más cuentan es con el puñal.»

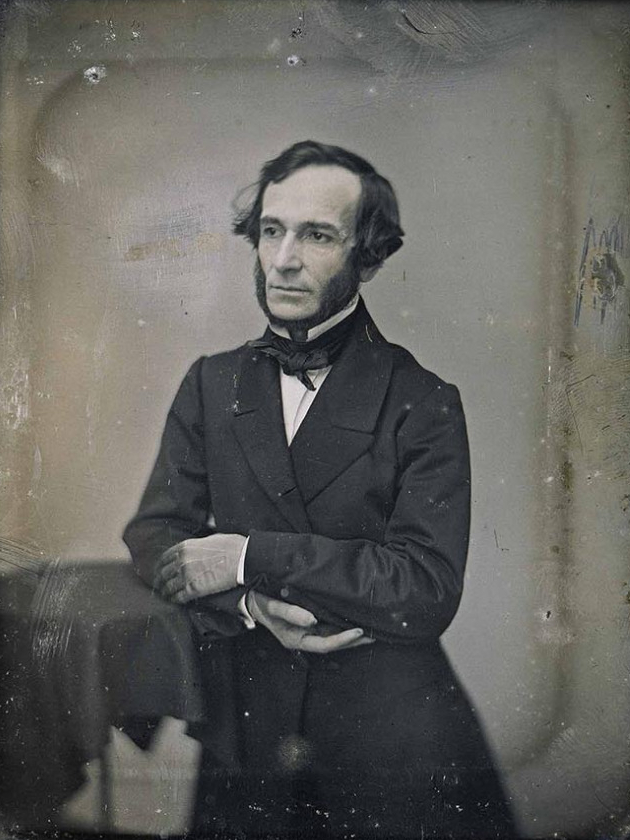
Juan Bautista Alberdi.

La mención a la revolución en la ciudad hacía referencia a una conspiración surgida en una fracción escindida de la Asociación de Mayo, fundada por Esteban Echeverría en 1837, y que contaba entre otros miembros a Carlos Tejedor, Jacinto Rodríguez Peña, José Barros Pazos, Carlos Eguía, Benito Carrasco, Carlos Lamarca, Santiago Albarracín, Pedro Castellote, Diego Arana, José María Lozano, Jorge Corvalán y José Lavalle.
El grupo de intelectuales conocido como la "Nueva Generación" o "Generación del 37" estaba integrado entre otros por Echeverría, Vicente Fidel López, Rafael Corvalán, Juan María Gutiérrez y Juan Bautista Alberdi. En sus comienzos, pretendían un cambio en el marco del federalismo — aunque eran críticos de Rosas y los demás dirigentes federales — pero pronto se unió a la oposición. El enfrentamiento con Francia era impensable para estos jóvenes imbuidos del pensamiento romántico de la época, que ansiaban "el triunfo de la civilización" y veían en Francia a su abanderada. Tras algunas amenazas en su contra proferidas por la prensa oficialista y la Mazorca, sus dirigentes terminaron partiendo al exilio.

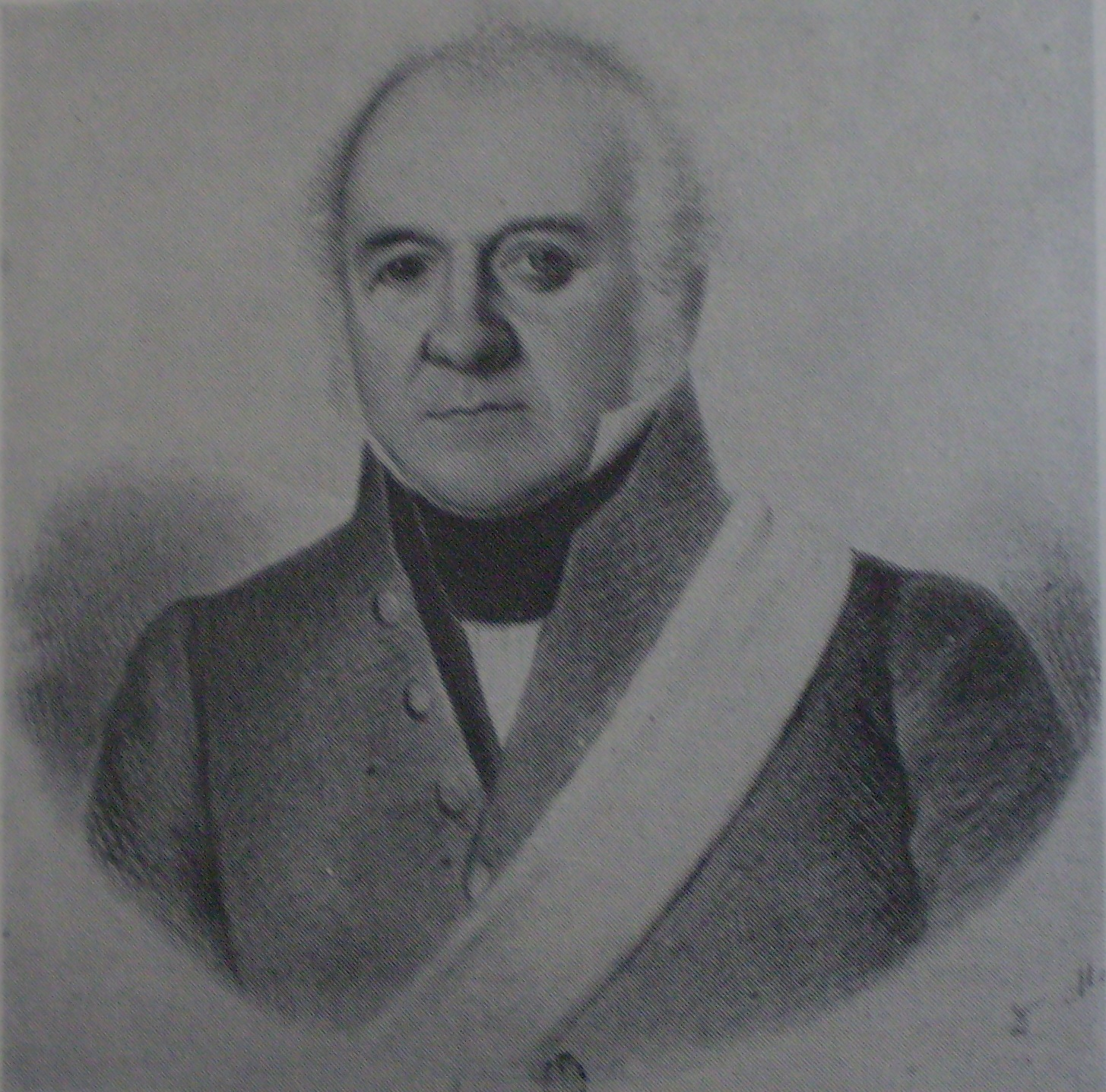
Manuel Vicente Maza.

A comienzos de 1839, José Lavalle, hermano del general, avisó al comité central de los conspiradores que el teniente coronel Ramón Maza, hijo del presidente de la legislatura y amigo de Rosas, Manuel Vicente Maza, estaba dispuesto a sumarse a las conspiraciones. Contaban también con las tropas del regimiento a las órdenes del coronel Nicolás Granada y las del general Mariano Benito Rolón, así como con milicias y fuerzas populares de la campaña del sur de la provincia, y con el batallón de su pariente Mariano Maza.
El plan preveía un desembarco conjunto de Lavalle, tropas riveristas y francesas en algún punto de la costa provincial. Pero Lavalle se resistía a marchar contra su país en tal alianza, y a mediados de año aún no se resolvía la operación, por lo que se resolvió iniciar el levantamiento en la campaña. Rosas había seguido el desarrollo de la conspiración y cuando a fines de junio tuvo noticias de su puesta en marcha arrestó al coronel Maza. El 27 de ese mes Manuel Maza fue asesinado y, al día siguiente, el coronel Ramón Maza fue fusilado.
En el sur de la provincia se había organizado el grupo llamado de los Libres del Sur, más por razones económicas que ideológicas. Los efectos del bloqueo tuvieron consecuencias inesperadas. Por un lado, ante la caída de los ingresos de la Aduana, se recurrió a la venta de tierra pública, que en su mayor parte estaba arrendada por el mecanismo de enfiteusis. Rosas suspendió la renovación de los contratos y exigió la entrega o compra por sus arrendatarios a corto plazo.
Por el otro, al verse impedidos de exportar, los grandes terratenientes pudieron suspender la faena de ganado, aumentar el número de vientres, acaparar cueros e invertir en nuevas tierras, por lo que no sufrieron la crisis y tras el bloqueo se vieron incluso en mejor situación. En cambio, los pequeños hacendados se vieron obligados a vender carne a precio vil, lo que para el pueblo compensaba la creciente inflación, pero para los pequeños productores significaba la ruina.
Estas fueron algunas de las razones que provocaron el levantamiento de los Libres del Sur, que involucró mayormente a los estancieros más débiles, que eran parte de la base sobre la que Rosas se había apoyado para acceder al poder. 
A partir de marzo de 1839, las fuerzas francesas efectuaron incursiones en Magdalena (Buenos Aires) para impedir operar a los buques criollos que desde allí burlaban el bloqueo, y mantener sus contactos y provisión de suministros para los opositores a Rosas. 
El 20 de marzo de 1839 la corbeta Perlé navegando entre Cabo San Antonio y Bahía Blanca capturó dos bergantines que descargaban mercadería en las cercanías de Cabo Corrientes.
El 9 de mayo de ese año en un ataque al puerto de Atalaya los franceses fueron rechazados por una compañía de 70 soldados, sufriendo tres muertos y varios heridos.
En Loberia, los franceses también efectuaron misiones de abastecimiento, registrándose al menos el arribo de tres buques con armas municiones efectos de abasto y tropas.
Ante el fracaso de la conspiración de Maza y descubierto el movimiento, contando con el apoyo de Juan Lavalle, el 29 de octubre de 1839 se lanzaron a la rebelión en Dolores, reuniendo cerca de 2000 hombres al mando de Pedro Castelli, Ambrosio Crámer y Manuel Rico.
Los principales líderes, Castelli, Saenz Valiente, Joaquín Ezeiza, Francisco Ramos Mejía, Martín de Álzaga, enviaron una carta a Leblanc solicitando el levantamiento del bloqueo en los puertos de su área de influencia, Tuyú y Salado, lo que fue rápidamente acordado por el comandante francés haciéndolo extensivo a Bahía Blanca y Patagones.
El 7 de noviembre, los sublevados fueron derrotados en la batalla de Chascomús por las fuerzas al mando de Prudencio Rosas, hermano del gobernador, y Nicolás Granada, a quien los conspiradores consideraban uno de los suyos. Los sobrevivientes al mando de Rico consiguieron huir al Tuyú, hoy General Lavalle (Buenos Aires), y embarcarse en buques franceses para sumarse a las fuerzas de Lavalle.

## El fin del bloqueo

### Rosas se fortalece
Tras la oposición inicial, apoyada sea en la oportunidad o en la prudencia, Rosas se vio fortalecido al ubicarse pronto en la posición de decidido defensor del orden, la soberanía, el honor y la integridad nacional. Pudo así, al igual que ante la guerra contra la Confederación Peruano-Boliviana, apelar a esos principios para conseguir que los caudillos provinciales cerraran filas tras su liderazgo.
El general José de San Martín tras ofrecer sus servicios a Rosas, le escribía: 

«Esta conducta (la de Francia) puede atribuirse a un orgullo nacional cuando puede ejercerse contra un estado débil... pero lo que no puedo concebir es que haya americanos que por un indigno espíritu de partido se unan al extranjero para humillar a su patria y reducirla a una condición peor que la que sufríamos en tiempos de la dominación española. Una tal felonía ni el sepulcro la puede hacer desaparecer.»
Carta de San Martín a Rosas, 10 de julio de 1839.

En 1839 la política de Arana — esto es, controlar el frente interno, apoyarse en Gran Bretaña y evitar acciones directas sobre las fuerzas francesas, contando con que el tiempo jugaba a su favor — empezó a dar sus frutos. Gran Bretaña comenzó a presionar al gobierno francés por una resolución del conflicto, que afectaba al comercio británico y amenazaba con extender la influencia francesa en ambas márgenes del Plata.
Por otra parte, la captura de dos buques estadounidenses provocó el inmediato envío del buque de guerra USS Independence. Deseoso de evitar una escalada en el conflicto el gabinete francés exigió en abril de 1839 al comandante de la flota que fuera menos estricto en exigir el cumplimiento del bloqueo a los países neutrales.
La posición de Rosas continuó consolidándose. Abundaban en la prensa frases como "¡Odio eterno a los parricidas unitarios, vendidos al inmundo oro francés!" u "¡Odio y venganza en el pecho de todo federal contra los incendiarios esclavos de Luis Felipe!". Pero, más allá de la propaganda del régimen, la acción francesa exaltaba el patriotismo del pueblo y sus caudillos, y daba a Rosas el indudable lugar de defensor de la soberanía nacional.

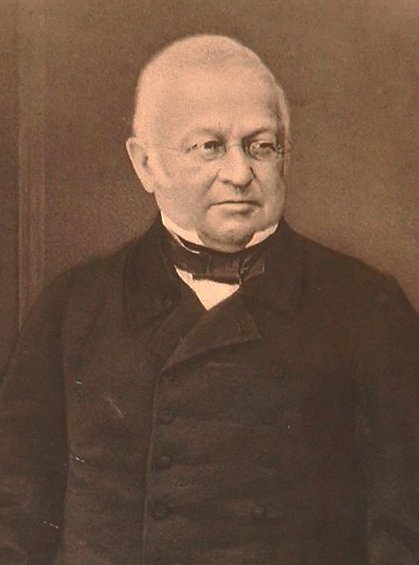
Adolfo Thiers

La situación en Francia comenzó a cambiar. Asumieron sucesivamente como primeros ministros Jean de Dieu Soult y Adolfo Thiers, quienes — pese a ser del partido belicista — dieron un oportuno giro en su posición. El canciller inglés Lord Palmerston le comunicó la decisión de su país, acompañado por los gobiernos de Prusia, Rusia y Austria, de no apoyar acciones como las mantenidas en el Río de la Plata y en Turquía.

### El Tratado Mackau-Arana
- Wikisource contiene obras originales de o sobre Bloqueo francés al Río de la Plata.

El 24 de julio de 1839 partió del puerto de Tolón una segunda escuadra, al mando el almirante y ministro de marina Ángel Renée Armand de Mackau, barón de Mackau. Llevaba instrucciones de repudiar cualquier compromiso que hubiera asumido Roger con sus aliados y hacer la paz si era factible; de lo contrario, debía proseguir la guerra. 
Como un signo de distensión, el 6 de enero de 1840 Leblanc fue sustituido por el Almirante Jean Henri Joseph Dupotet a bordo del Atalante.
Por el tratado Mackau-Arana, del 29 de octubre de 1840, la Confederación Argentina y Francia se concedían recíprocamente la condición de nación más favorecida. No obstante, Francia renunciaba a solicitar en adelante los derechos civiles y políticos en el futuro pudieran reconocerse a los ciudadanos de otros Estados sudamericanos.
Respecto de sus aliados, si bien se disponía una amnistía a los que depusiesen las armas, se excluía a aquellos cuya presencia en el país «fuese incompatible con el orden y la seguridad pública», lo que dejaba a discreción del gobierno definir su alcance real. Acerca de la Banda Oriental, Buenos Aires se comprometía a no intervenir, pero se preveía que se excluían aquellos casos en que estuviesen afectados «los derechos naturales, la justicia, el honor y la seguridad de la Confederación Argentina», lo que nuevamente lo dejaba a su decisión.
Finalmente, el bloqueo fue levantado y la isla de Martín García, así como los barcos capturados, fueron devueltos al gobierno de Buenos Aires.
El tratado debilitó significativamente a los opositores a Rosas: obligó a Lavalle a abandonar Santa Fe, donde ya no podría recibir apoyo naval francés, y dirigirse al interior del país. Dejó sin aportes monetarios franceses a Rivera, que a su vez disminuyó aún más su colaboración con el gobierno correntino. Dejó aislada la provincia de Corrientes de todo apoyo naval o desde Santa Fe. Y permitió a Rosas enviar el grueso de sus ejércitos en persecución de Lavalle y la Coalición del Norte. De este modo, a mediano plazo, este tratado coadyuvaría a la victoria de Rosas sobre todos sus enemigos, cosa que conseguiría a fines de 1842.